# Vela ai Giochi della XXX Olimpiade - RS:X maschile

## Le gare
Le gare di vela della Classe RS:X maschile valide per la XXX Olimpiade si svolgono dal 2 al 7 agosto 2012 a Weymouth e Portland. Partecipano alla competizione 38 atleti.
I punti sono stati assegnati in base alle posizioni finali in ciascuna regata (1 al primo, 2 al secondo etc.). Sono stati considerati i migliori 9 punteggi delle dieci regate di qualificazione, e ciascun atleta ha potuto scartare il punteggio più alto. I 10 atleti con il punteggio più basso hanno gareggiato in un'ultima regata, chiamata "Medal Race" in cui il punteggio valeva doppio e andava a sommarsi a quello delle 9 regate di qualificazione.
In caso di squalifica, o di mancata partenza per una regata, all'atleta venivano assegnati 28 punti per quella regata (21 nell'ultima) ovvero uno in più di quanti ne avrebbe avuto se si fosse classificata ultimo.

## Calendario
Tutti gli orari sono British Summer Time (UTC+1)
| Data                      | Ora   | Turno       |
| ------------------------- | ----- | ----------- |
| Martedì, 31 luglio 2012   | 13:00 | Race 1 e 2  |
| Mercoledì, 1º agosto 2012 | 13:00 | Race 3 e 4  |
| Giovedì, 2 agosto 2012    | 13:00 | Race 5 e 6  |
| Sabato, 4 agosto 2012     | 13:00 | Race 7 e 8  |
| Domenica, 5 agosto 2012   | 13:00 | Race 9 e 10 |
| Martedì, 7 agosto 2012    | 14:00 | Medal Race  |

## Risultati
Source
| Pos. | Atleta                   | Race | Race | Race   | Race   | Race   | Race | Race | Race | Race   | Race   | Race | Punti | Punti |
| Pos. | Atleta                   | 1    | 2    | 3      | 4      | 5      | 6    | 7    | 8    | 9      | 10     | M    | Tot   | Net   |
| ---- | ------------------------ | ---- | ---- | ------ | ------ | ------ | ---- | ---- | ---- | ------ | ------ | ---- | ----- | ----- |
|      | Dorian van Rijsselberghe | 1    | 1    | 1      | 3      | 1      | 2    | 1    | 2    | 1      | 39 DNF | 2    | 54    | 15    |
|      | Nick Dempsey             | 5    | 7    | 5      | 1      | 10     | 1    | 2    | 3    | 9      | 2      | 6    | 51    | 41    |
|      | Przemysław Miarczyński   | 2    | 2    | 7      | 4      | 13     | 3    | 7    | 4    | 13     | 10     | 8    | 73    | 60    |
| 4    | Toni Wilhelm             | 3    | 3    | 4      | 9      | 2      | 5    | 6    | 1    | 15     | 13     | 18   | 79    | 64    |
| 5    | Julien Bontemps          | 23   | 14   | 2      | 5      | 5      | 4    | 17   | 5    | 8      | 6      | 4    | 93    | 70    |
| 6    | Byron Kokkalanis         | 4    | 11   | 6      | 2      | 16     | 15   | 3    | 11   | 4      | 9      | 12   | 93    | 77    |
| 7    | JP Tobin                 | 15   | 4    | 3      | 7      | 8      | 8    | 12   | 6    | 17     | 17     | 16   | 113   | 96    |
| 8    | Zachary Plavsic          | 6    | 12   | 12     | 6      | 4      | 17   | 9    | 7    | 7      | 29     | 20   | 129   | 100   |
| 9    | Ricardo Santos           | 14   | 9    | 8      | 21     | 14     | 22   | 4    | 10   | 5      | 18     | 10   | 135   | 113   |
| 10   | Richard Stauffacher      | 10   | 21   | 14     | 15     | 6      | 18   | 20   | 8    | 10     | 12     | 14   | 148   | 127   |
| 11   | Mariano Reutemann        | 16   | 15   | 15     | 13     | 12     | 19   | 5    | 20   | 14     | 7      | -    | 136   | 116   |
| 12   | Juozas Bernotas          | 9    | 13   | 13     | 8      | 9      | 13   | 11   | 17   | 27     | 27     | -    | 147   | 120   |
| 13   | Ho Tsun Andy Leung       | 11   | 18   | 28     | 12     | 15     | 10   | 13   | 9    | 16     | 21     | -    | 153   | 125   |
| 14   | João Rodrigues           | 20   | 16   | 9      | 11     | 23     | 7    | 25   | 22   | 20     | 3      | -    | 156   | 131   |
| 15   | Lee Tae-Hoon             | 8    | 6    | 21     | 17     | 25     | 9    | 21   | 13   | 31     | 19     | -    | 170   | 139   |
| 16   | Iván Pastor              | 22   | 24   | 20     | 39 OCS | 19     | 25   | 8    | 25   | 2      | 5      | -    | 189   | 150   |
| 17   | Andreas Cariolou         | 13   | 26   | 10     | 27     | 11     | 30   | 16   | 12   | 12     | 23     | -    | 180   | 150   |
| 18   | Aichen Wang              | 21   | 23   | 18     | 19     | 3      | 23   | 10   | 27   | 22     | 14     | -    | 180   | 153   |
| 19   | Shahar Tzuberi           | 12   | 8    | 17     | 10     | 39 BFD | 12   | 35   | 34   | 26     | 1      | -    | 194   | 155   |
| 20   | Dmitrij Poliščuk         | 17   | 5    | 19     | 24     | 27     | 6    | 15   | 26   | 39 DNF | 28     | -    | 206   | 167   |
| 21   | Luka Mratović            | 24   | 19   | 26     | 20     | 22     | 11   | 14   | 16   | 18     | 36     | -    | 206   | 170   |
| 22   | Robert Willis            | 7    | 10   | 11     | 25     | 39 BFD | 28   | 24   | 33   | 11     | 30     | -    | 218   | 179   |
| 23   | Maksym Oberemko          | 36   | 35   | 16     | 28     | 17     | 31   | 23   | 14   | 6      | 11     | -    | 217   | 181   |
| 24   | Sebastian Wang-Hansen    | 19   | 17   | 31     | 18     | 18     | 20   | 19   | 18   | 25     | 32     | -    | 217   | 185   |
| 25   | Áron Gádorfalvi          | 34   | 33   | 39 DNF | 22     | 7      | 21   | 18   | 24   | 3      | 25     | -    | 226   | 187   |
| 26   | Yoan Kolev               | 29   | 31   | 39 DNF | 16     | 20     | 35   | 26   | 19   | 19     | 8      | -    | 242   | 207   |
| 27   | Mikalaj Žukavec          | 26   | 22   | 23     | 14     | 26     | 16   | 27   | 21   | 39 DNF | 33     | -    | 247   | 208   |
| 28   | Makoto Tomizawa          | 25   | 25   | 25     | 29     | 24     | 26   | 34   | 30   | 21     | 4      | -    | 243   | 209   |
| 29   | Sebastian Fleischer      | 18   | 28   | 24     | 23     | 29     | 29   | 29   | 15   | 28     | 26     | -    | 249   | 209   |
| 30   | Johannes Ahun            | 27   | 20   | 22     | 32 DPI | 31     | 14   | 22   | 28   | 39 DNF | 35     | -    | 270   | 231   |
| 31   | Daniel Flores            | 37   | 37   | 29     | 32     | 30     | 24   | 32   | 29   | 23     | 16     | -    | 289   | 252   |
| 32   | David Mier y Teran       | 32   | 27   | 30     | 35     | 28     | 27   | 28   | 32   | 30     | 20     | -    | 289   | 254   |
| 33   | Ek Boonsawad             | 28   | 32   | 27     | 26     | 21     | 32   | 31   | 23   | 39 DNF | 34     | -    | 293   | 254   |
| 34   | Federico Esposito        | 31   | 30   | 33     | 31     | 32     | 36   | 33   | 35   | 29     | 15     | -    | 305   | 269   |
| 35   | Chang Hao                | 33   | 36   | 35     | 36     | 33     | 33   | 37   | 37   | 24     | 22     | -    | 326   | 289   |
| 36   | Karel Lavický            | 30   | 29   | 32     | 34     | 39 BFD | 34   | 36   | 31   | 39 DNF | 31     | -    | 335   | 296   |
| 37   | Santiago Grillo          | 35   | 34   | 34     | 33     | 39 BFD | 37   | 30   | 36   | 39 DNF | 24     | -    | 341   | 302   |
| 38   | Ahmed Habash             | 38   | 38   | 36     | 37     | 34     | 38   | 38   | 38   | 39     | 37     | -    | 373   | 334   |